# Massimo Riva (giornalista)
Massimo Riva (Milano, 31 marzo 1940) è un giornalista e politico italiano.
Scrive su La Repubblica e su L'Espresso, dove tiene la rubrica Avviso ai naviganti. Dal 1983 al 1992 è stato senatore con il Partito Comunista Italiano e durante quel periodo è anche stato vicepresidente della Commissione d'inchiesta del Senato sul caso Bnl Atlanta.